# Sandrine Nosbé
Sandrine Nosbé, née le 29 octobre 1972 à La Réunion, est un femme politique française.
Membre de La France Insoumise, elle est élue députée de la neuvième circonscription de l'Isère en juillet 2024.

## Biographie
Née le 29 octobre 1972 dans le département de La Réunion, Sandrine Nosbé quitte ce département d'outre-mer après avoir obtenu son baccalauréat pour la métropole. Elle a 21 ans quand elle décide de vivre quelque temps en Angleterre, puis, à 24 ans, elle passe cinq ans en Allemagne. En décembre 2021, elle s'installe à Voiron, en Isère, et s'engage en politique auprès de La France Insoumise.

## Parcours politique
Candidate aux élections législatives de 2022 LFI-NUPES, elle est battue au second tour par Élodie Jacquier-Laforge (MoDem), représentante du camp du président Emmanuel Macron.
Sandrine Nosbé est élue lors des législatives de juillet 2024 sous l'étiquette du Nouveau Front populaire avec 52,63% des voix dans la 9e circonscription de l'Isère où elle est opposée au second tour à Cécile Bène du Rassemblement national (47,37% des voix),,. Son suppléant est Christian Ferraris.
Sandrine Nosbé succède ainsi à Élodie Jacquier-Laforge, ancienne vice-présidente de l'Assemblée nationale, qui s'est désistée, par opposition à l'extrême droite, après être arrivée troisième au premier tour, où Cécile Bène était nettement première.

## Résultats électoraux

### Élections législatives
| Année | Parti | Parti       | Circonscription | 1er tour | 1er tour | 1er tour | 2d tour | 2d tour | 2d tour |
| Année | Parti | Parti       | Circonscription | Voix     | %        | Rang     | Voix    | %       | Issue   |
| ----- | ----- | ----------- | --------------- | -------- | -------- | -------- | ------- | ------- | ------- |
| 2022  |       | LFI (NUPES) | 9e de l'Isère   | 15 271   | 30,54    | 1re      | 20 973  | 46,20   | Battue  |
| 2024  |       | LFI (NFP)   | 9e de l'Isère   | 19 825   | 27,99    | 2e       | 33 412  | 52,62   | Élue    |

## Détail des fonctions et mandats

### Mandats électifs
- Depuis le 7 juillet 2024 : député de la 9e circonscription de l'Isère